# Château de Chennebrun
Le château de Chennebrun est un édifice construit à partir du XIVe siècle situé sur la commune de Chennebrun, dans le département de l'Eure en région Normandie. Il fait l'objet d'une inscription au titre des monuments historiques depuis le 29 septembre 1994.

## Localisation
Le château de Chennebrun se situe sur le territoire de la commune de Chennebrun, dans le sud du département de l'Eure, au sein de la région naturelle du Perche. Il se dresse au nord du bourg, sur l'un des coteaux de la vallée de l'Avre, une rivière affluente de l'Eure.

## Historique
Le site était occupé, dès le XIIe siècle, par une forteresse. Il présentait un fort intérêt stratégique puisqu'il était situé sur la frontière entre le duché de Normandie et le royaume de France, frontière 
symbolisée alors par la vallée de l'Avre. A la fin du XIIIe siècle, l'emplacement perd son importance à la suite du rattachement de la Normandie à la France. 
Vers 1750-1765, le château actuel appelé "Grande maison carré des champs"  fut construit par Madame de Laval-Montmorency afin de se reposer des fastes de la cour. A la fin du XVIIIe siècle, un colombier circulaire et la maison du régisseur ont été édifiés face au château. Enfin, une serre maçonnée a été ajoutée au XIXe siècle,.

## Architecture
Le château actuel a été construit en intégrant d'anciennes caves voûtées de la forteresse médiévale (datant du XIVe ou XVe siècle). Il présente des façades de briques et de moellons enduits ou laissés à nu qui sont mises en valeur par quelques ornements (notamment aux frontons et aux corniches). À l'étage, une pièce lambrissée sert de chartrier.
Le château est entouré par un parc boisé dans lequel sont encore visibles quelques tours et courtines de l'enceinte médiévale.

## Protection

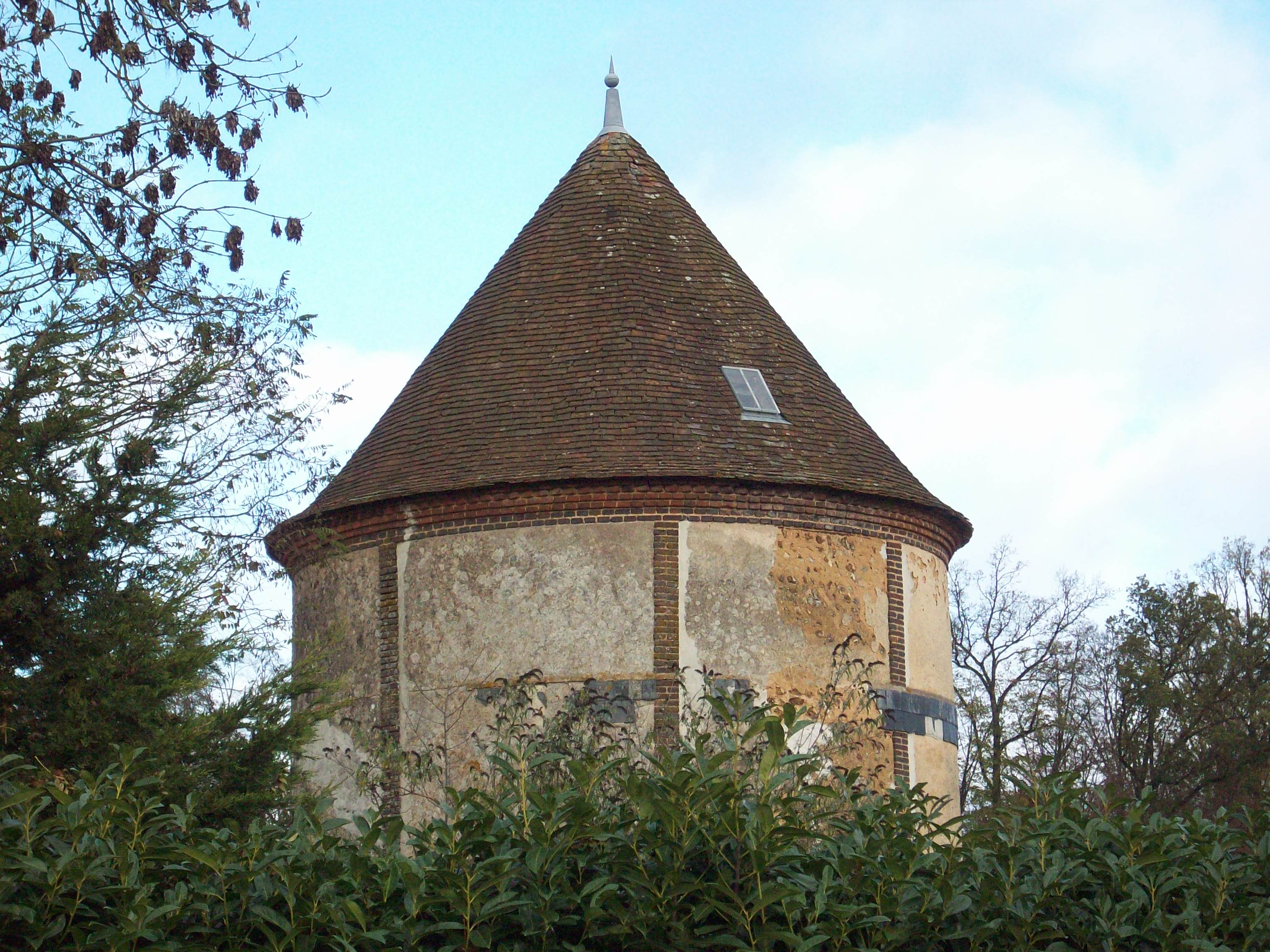
Le colombier.

Le monument fait l’objet d’une inscription au titre des monuments historiques depuis le 29 septembre 1994. Sont concernés par cette inscription : 
- les façades, les toitures, le gros œuvre et les caves du château ;
- le vieux château en totalité, y compris l'ensemble lambrissé de l'étage et les vestiges archéologiques ;
- les façades, les toitures et l'escalier intérieur sud de la maison du régisseur ;
- la serre et le colombier ;
- le parc, y compris son enceinte et le mur du clos à l'est de l'église, à l'exclusion des portions incluses dans des habitations ;
- Le potager, y compris son mur d'enceinte sa pièce d’eau et l'appentis.